# Refuge Guy Rey
Le refuge Guy Rey se trouve dans la vallée de Suse, sur la commune d'Oulx en Italie.

## Histoire
Le refuge a été construit à partir d'un vieux bâtiment militaire. Il a été baptisé en référence à l'alpiniste Guy Rey.

## Accès
Le départ du sentier se situe au hameau de Château-Beaulard de Oulx. L'ascension dure une demi-heure environ à pied ; le refuge peut être rejoint aussi en quatre-quatre.

## Ascensions
- Massif de la Grand'Hoche (2 762 mètres) : Roche de la Garde, Pas de l'ours, Pointe Grand'Hoche, Aiguille d'Arbour
- Mont Cotolivier